# Joseph Tommasi (néonazi)
Pour le communiste français, voir Joseph Tommasi.
Joseph « Joe » Charles Tommasi, né le 15 avril 1951 en Virginie et mort le 15 août 1975 à El Monte en Californie, est un néonazi américain, fondateur du Front de libération national-socialiste. Il plaide pour l'extrémisme et la guérilla armée contre le gouvernement américain et ce qu'il appelle la « structure du pouvoir juif ». Tommasi voulait l'anarchie afin que le « système » puisse être attaqué sans protection.
D'origine italienne, il est surnommé « Tomato Joe » par des néonazis rivaux à cause de son héritage italien et de son teint méditerranéen.

## Politique
Influencé par William Luther Pierce, Joseph Tommasi s'est d'abord fait connaître en tant que jeune dirigeant du Parti populaire national-socialiste blanc (NSWPP), appelé auparavant Parti nazi américain, dans le comté d'Arlington, en Virginie.
En 1969, Tommasi a lancé le Front national-socialiste de libération (NSLF) en tant que branche jeunesse du Parti nazi américain. En 1970, David Duke a rejoint l'organisation.
En février 1972, Irv Rubin, militant juif de Ligue de défense juive, a été arrêté après avoir tiré sur Tommasi.
Le NSWPP s'était brisé à la suite du meurtre de George Lincoln Rockwell en 1967 et Tommasi se retrouvait fréquemment en désaccord avec le successeur de Rockwell, Matthias Koehl. Koehl, adepte d'Adolf Hitler, s'est opposé aux points de vue radicaux de Tommasi, ainsi qu'à ses habitudes personnelles, notamment fumer de la marijuana, porter de longs cheveux, écouter du Rock and roll et inviter une petite-amie au siège du NSWPP.
Celles-ci ont conduit à l'expulsion de Tommasi du NSWPP en 1973.
En mars 1974, Tommasi a lancé une organisation distincte, le NSLF. Le groupe a attiré nombre des membres les plus jeunes et les plus radicaux du NSWPP. Il a utilisé la propagande, comme des images montrant l'épave tordue d'une succursale de la Bank of America.
Tommasi cherchait à devenir membre parmi des étudiants blancs qui se sentaient exclus du mouvement radical de gauche ainsi que de la droite conservatrice.
Cependant, Tommasi n’a pas renoncé à tenter de reprendre le contrôle du NSWPP.

## Mort
Le 15 août 1975, Tommasi a été tué d'une balle dans la tête devant le siège du NSWPP, son groupe rival, à El Monte, en Californie. De nombreuses armes ont été trouvées au siège, y compris une arme récemment utilisée.
David Rust, qui était avec Tommasi à l'époque, a déclaré que quelqu'un leur avait adressé un geste obscène.
Des témoins ont déclaré que Tommasi était entré dans la cour avec un club et s'était disputé. Un membre lui aurait dit que s'il se rapprochait, il serait abattu.

## Publications
- Building the revolutionary party Chillicothe, Ohio : National Socialist Liberation Front
- POLITICAL TERROR (1974 leaflet)